# Angus Macfadyen

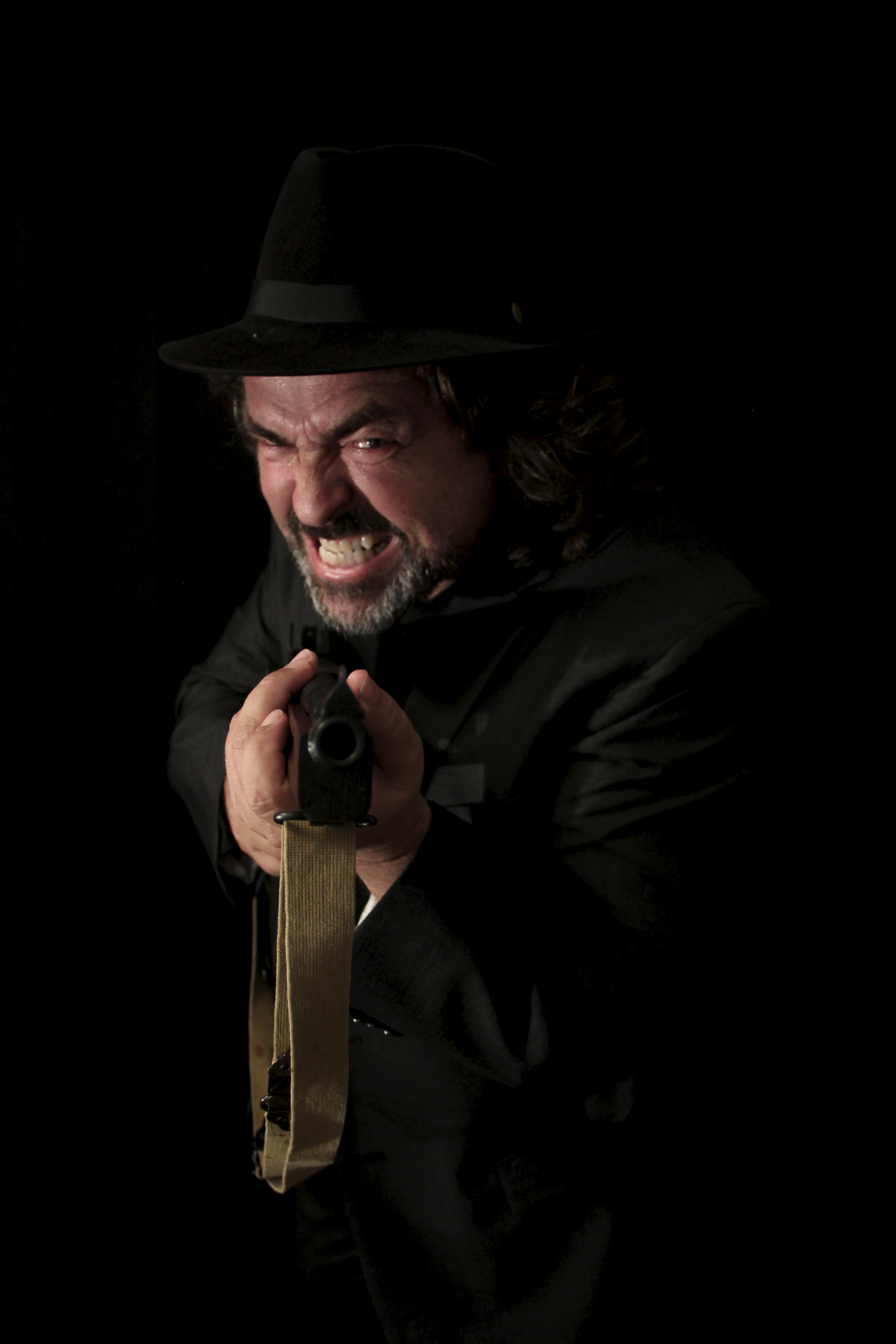
Angus Macfadyen (2014)

Angus Macfadyen (* 21. September 1963 in Glasgow, Schottland) ist ein britischer Filmschauspieler.

## Leben und Karriere
Angus Macfadyen wurde im südschottischen Glasgow geboren, wuchs als Sohn eines WHO-Arztes aber auch zeitweise in Frankreich, Singapur, den Philippinen und verschiedenen afrikanischen Ländern auf. Nach seinem Schulabschluss studierte Macfadyen erst an der Universität Edinburgh und später Schauspiel an der Central School of Speech and Drama in London.
Zu seinen bekanntesten Rollen gehören unter anderem Captain Blackbeard, den er 2006 in dem Fernseh-Zweiteiler Piraten der Karibik verkörperte, sowie der hinterlistige Dupont aus Equilibrium. Er spielte auch Robert the Bruce in Mel Gibsons William-Wallace-Verfilmung Braveheart. Die Rolle des Robert the Bruce nahm er 2019 in Robert the Bruce – König von Schottland wieder auf. In Saw V verkörperte Macfadyen in einem Flashback erneut seine Figur aus Saw III und Saw IV. 2020 spielte er in dem südkoreanischen Film Steel Rain 2: Summit die Rolle des US-Präsidenten, der sich mit dem nordkoreanischen Vorsitzenden für Friedensverhandlungen trifft, als während des Treffens ein Putsch in Nordkorea stattfindet.
Macfadyen war während der Dreharbeiten zum BBC-Sechsteiler Takin’ Over the Asylum einige Monate lang mit Schauspielkollegin Catherine Zeta-Jones liiert.

## Filmografie (Auswahl)
- 1991: The Lost Language of Cranes
- 1994: Takin’ Over the Asylum (Miniserie)
- 1995: Liz: The Elizabeth Taylor Story
- 1995: Braveheart
- 1999: The Rat Pack
- 1999: Titus
- 1999: Das schwankende Schiff (Cradle Will Rock)
- 2000: Jason und der Kampf um das Goldene Vlies (Jason and the Argonauts)
- 2000: Second Skin – Mörderisches Puzzle (Second Skin)
- 2002: Equilibrium
- 2002: Die göttlichen Geheimnisse der Ya-Ya-Schwestern (Divine Secrets of the Ya-Ya Sisterhood)
- 2004: Spartacus
- 2005–2006: Alias – Die Agentin (Alias, Fernsehserie, 3 Folgen)
- 2006: Saw III
- 2006: Piraten der Karibik (Blackbeard, Fernsehfilm)
- 2006: Kaliber 45 (.45)
- 2007: Killer Wave – Die Todeswelle (Killer Wave, Fernsehfilm)
- 2007: Redline
- 2007: Saw IV
- 2008: Clean Break – Die schmutzige Wahrheit (Clean Break)
- 2008: Californication (Fernsehserie, 6 Folgen)
- 2008: Saw V
- 2009: Shadowheart – Der Kopfgeldjäger (Shadowheart)
- 2010: Lie to Me (Fernsehserie, Folge 2x12)
- 2011: Wir kaufen einen Zoo (We Bought a Zoo)
- 2011: Criminal Minds (Fernsehserie, 2 Folgen)
- 2012: Chuck (Fernsehserie, 4 Folgen)
- 2013: Copperhead
- 2013: Republic of Doyle – Einsatz für zwei (Republic of Doyle, Fernsehserie, 1 Folge)
- 2013: Silent Assassins – Lautlose Killer (Assassins Run)
- 2014–2017: Turn: Washington’s Spies (Fernsehserie, 24 Folgen)
- 2016: Die versunkene Stadt Z (The Lost City of Z) als James Murray
- 2018–2019: Strange Angel (Fernsehserie, 5 Folgen)
- 2019: Robert the Bruce – König von Schottland (Robert the Bruce, auch Drehbuch und Produktion)
- 2019: 3022
- 2020: Steel Rain 2: Summit (강철비 2: 정상회담 Gangcheolbi 2: Jeongsanghoedam)
- 2024: Horizon: An American Saga